# Pyrola morrisonensis
Pyrola morrisonensis là một loài thực vật có hoa trong họ Thạch nam. Loài này được (Hayata) Hayata miêu tả khoa học đầu tiên năm 1908.